# Nadia Akpana Assa
Nadia Akpana Assa (ur. 22 grudnia 1995) – norweska lekkoatletka specjalizująca się w skoku w dal.
W 2014 w Eugene została wicemistrzynią świata juniorek. Ósma zawodniczka mistrzostw Europy w Amsterdamie (2016).
Reprezentantka kraju na drużynowych mistrzostwach Europy.
Mistrzyni Norwegii z 2014 i 2015.
Rekordy życiowe: stadion – 6,53 (18 czerwca 2016, Kopenhaga) rekord Norwegii młodzieżowców; hala – 6,37 (6 marca 2016, Bærum).

## Osiągnięcia
| Rok  | Impreza                                 | Miejsce    | Lokata            | Wynik |
| ---- | --------------------------------------- | ---------- | ----------------- | ----- |
| 2013 | Mistrzostwa Europy juniorów             | Rieti      | el. – 19. miejsce | 5,96  |
| 2014 | I liga drużynowych mistrzostw Europy    | Tallinn    | 3. miejsce        | 6,22  |
| 2014 | Mistrzostwa świata juniorów             | Eugene     | 2. miejsce        | 6,31  |
| 2015 | Halowe mistrzostwa Europy               | Praga      | el. – 19. miejsce | 6,08  |
| 2015 | Superliga drużynowych mistrzostw Europy | Czeboksary | 10. miejsce       | 6,21  |
| 2015 | Młodzieżowe mistrzostwa Europy          | Tallinn    | 8. miejsce        | 6,42  |
| 2016 | Mistrzostwa Europy                      | Amsterdam  | 8. miejsce        | 6,51  |
| 2017 | Młodzieżowe mistrzostwa Europy          | Bydgoszcz  | 8. miejsce        | 6,29w |